# Sojomerto (Reban)
Sojomerto is een bestuurslaag in het regentschap Batang van de provincie Midden-Java, Indonesië. Sojomerto telt 2465 inwoners (volkstelling 2010).